# Maakhir

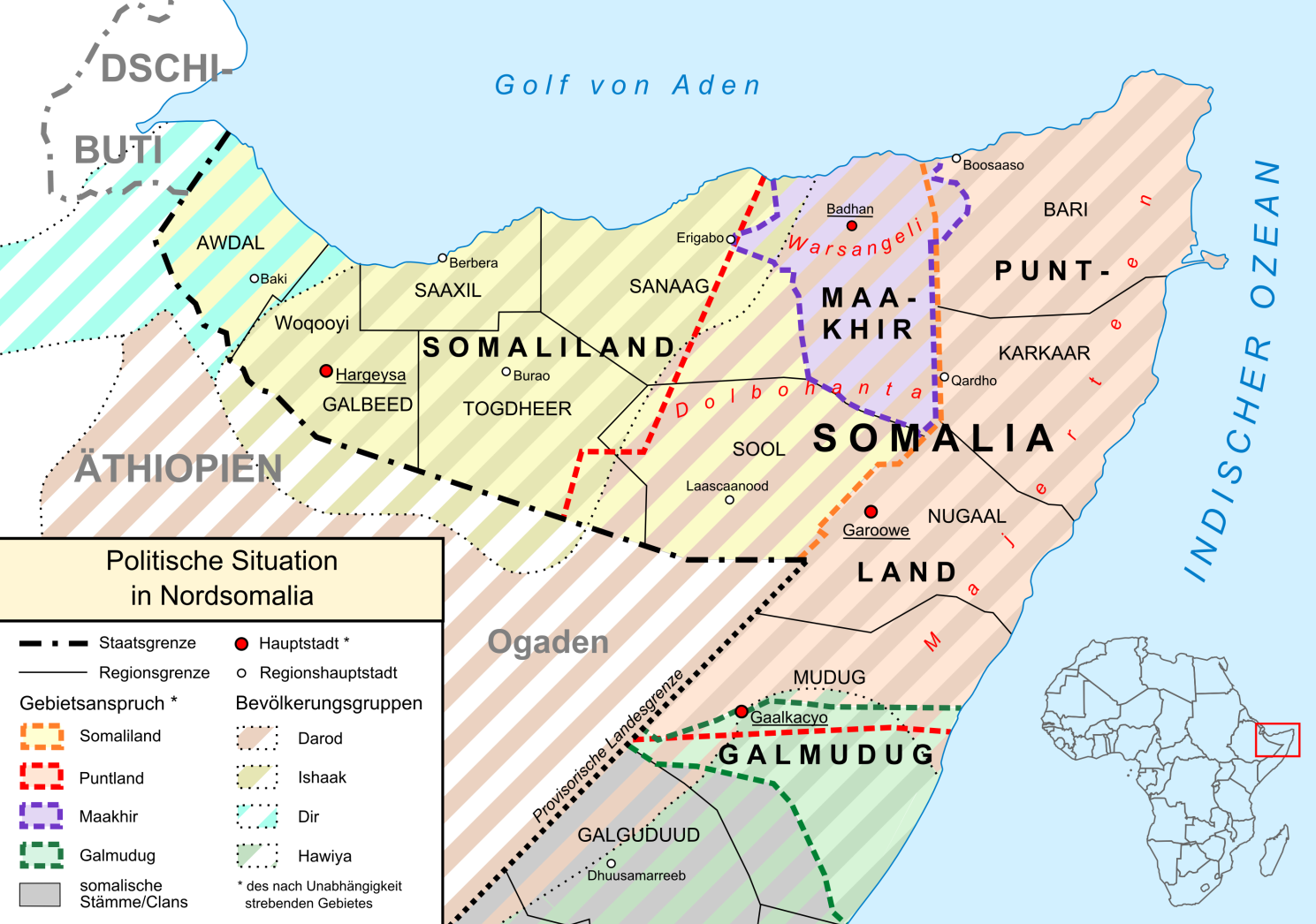
Karte des nördlichen Somalia mit dem vom Maakhir-Staat beanspruchten Gebiet

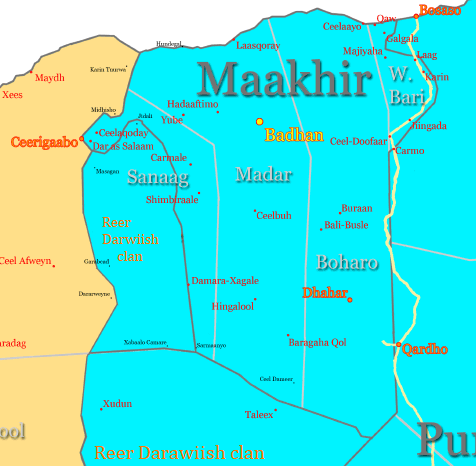
Karte der Gebietsansprüche des Maakhir-Staates

Flagge des Maakhir State of Somalia zum Zeitpunkt der Gründung

Flagge des Maakhir State of Somalia, ab 2008 bis zum Anschluss an Puntland

Wappen des Maakhir-Staates

Maakhir oder Maakhir State of Somalia (Somali: Maamul Goboleedka Maakhiran; arabisch ولاية ماخر الصومال, DMG Wilāyat Māḫir aṣ-Ṣūmāl) war ein im Juli 2007 ausgerufener autonomer Teilstaat im Nordosten Somalias. Durch offiziellen Anschluss an den schon 1998 entstandenen autonomen Teilstaat Puntland löste er sich im Januar 2009 wieder auf.
Der Name leitete sich von der gleichnamigen Küste ab. Hauptstadt und Gründungsort des Maakhir-Staates war Badhan. Als Staatsgebiet betrachtete man vor allem die Verwaltungsregion Sanaag im Nordosten Somalias, welche seit dem Zerfall des Zentralstaates gleichermaßen durch die De-facto-Staaten Somaliland und Puntland beansprucht wird. In der Region leben vorwiegend Mitglieder des Clan der Warsangeli, der zur größeren Clanfamilie der Harti bzw. Darod gehört.
Weder Somaliland noch Puntland haben die Staatsgründung anerkannt. Die als Vertretung Somalias international anerkannte, zu diesem Zeitpunkt aber weitgehend machtlose Übergangsregierung vermied jede öffentliche Stellungnahme zum Status der Region.

## Geschichte
Trotz des Bürgerkrieges verfügte die Region über eine gewisse Eigenständigkeit und ermöglichte, im Vergleich mit dem durch islamische Extremisten und ausländische Truppen heftig umkämpften südlicheren Somalia, seinen Bewohnern ein noch einigermaßen geregeltes Leben.
Der Warsangeli-Clan hatte bereits vorkolonial, in der Zeit der Sultanate, eine führende Rolle innerhalb der Harti-Clanfamilie und ist bis heute politisch einflussreich. Zunächst wirkte er maßgeblich am staatlichen Aufbau in Puntland mit, verlor aber mit der Zeit an Einfluss an die Majerteen, einem nah verwandten weiteren Clan der Harti-Darod. Die Streitigkeiten verschärften sich, nachdem Vertreter Puntlands einem kleinen australischen Bergbauunternehmen die Rechte zur Förderung von Erdöl und verschiedenen Metallen zugesichert hatten, die in der Region vermutet werden. Die öffentliche Meinung der Region, in Somaliland, aber auch weiten Teilen des übrigen Somalia, betrachtete Puntland als nicht berechtigt, solche Verträge zu schließen. Nachdem deren Inhalt bekannt wurde, erfuhr Puntland zudem scharfe Kritik, das Abkommen sei schlecht verhandelt und man betreibe einen Ausverkauf des Landes.

### Staatsgründung
Im Jahr 2007 bildete sich in Saanag eine Regierung, um die Entwicklung der Region in die eigenen Hände zu nehmen, staatliche Institutionen wieder einzurichten, die sich durch den Bürgerkrieg längst aufgelöst hatten und den über das Gebiet geführten Grenzstreit zwischen Somaliland und Puntland zu beenden.
Mit einer Zeremonie in Badhan erklärte man am 1. Juli 2007 die Unabhängigkeit des Maakhir-Staates, bat im Ausland lebende Warsangeli um Unterstützung und begann mit der Umsetzung der ersten Ziele. Darunter vor allem, erstmals eine direkte Zusammenarbeit mit internationalen Hilfsorganisationen zu ermöglichen, deren Unterstützungslieferungen bislang die Region entweder nur über Puntland oder noch gar nicht erreichen konnten.

### Konflikte und Dürre
Puntland erklärte trotz zahlreicher Schusswechsel an der neuen Grenze, dass die Region weiterhin unter eigener Kontrolle stehe.
Entsprechend ignorierte man auch das Verbot der Holzkohle-Herstellung, welches Maakhir erlassen hatte, um das Abbrennen seines Baumbestandes, vor allem an Akazien, zu verhindern und die dadurch voranschreitende Wüstenbildung aufzuhalten. Bei Expeditionen von Holzkohle-Händlern aus Puntland in die Region Saanag kam es in der Folge immer wieder zu Zusammenstößen zwischen Milizen Puntlands, die den Händlern Geleitschutz boten, und den Milizen Maakhirs, die das Verbot durchsetzen wollten. Durch die hohe Nachfrage der arabischen Staaten am Persischen Golf ist das Geschäft mit Holzkohle sehr profitabel. Um dennoch wirksam gegen diese Expeditionen vorgehen zu können, gründete Maakhir aus Freiwilligen das Environmental Protection Corps, eine Art Umweltschutzpolizei.
Streitigkeiten mit Puntland, nachdem dort mehrere prominente Geschäftsleute des Warsangeli-Clan festgenommen worden waren, beantwortete die Regierung von Maakhir durch Blockade der Hauptstraße nach Bosaso.
Vom 25. auf den 26. Februar 2008 belagerten schwer bewaffnete Truppen Somalilands die Stadt Hadaaftimo. Noch bevor sich diese wieder nach Somaliland zurückzogen, hatte Maakhir im Hinterland damit begonnen, Verteidigungstruppen zusammenzuziehen.
Wegen zunehmender administrativer Probleme durch eine extremen Dürre und angesichts drohender Invasion aus Somaliland, löste sich die Regierung des Maakhir-Staates am 6. April 2008 selbst auf.
Am 9. Juli 2008 übernahmen Militärs aus Somaliland für mehrere Stunden die Kontrolle über den Hafen Laasqoray. Angeblich im Rahmen einer Rettungsmission, zur Befreiung eines dort von Piraten gefangen gehaltenen deutschen Ehepaars.

### Präsidentschaftswahl und Anschluss an Puntland
Als der in Sanaag gebürtige ehemalige somalische General Abdullahi Ahmed Jama (Ilkajiir) aus dem New Yorker Exil zurückkehrte, um sich an der Präsidentschaftswahl in Puntland zu beteiligen, entschied der Warsangeli-Clan, ihn bei seiner Wahlkampagne zu unterstützen, statt eine neue eigene Regierung zu bilden.
Ilkjiir konnte die Wahl in Puntland letztlich nicht gewinnen, aber nahm das Angebot des Wahlsiegers Abdirahman Mohamed Farole an, in dessen Kabinett die Rolle des Innenministers zu übernehmen.
Auf dieses Friedensignal des politischen Gegners und im Vertrauen darauf, dass Ilkajiir auch als Innenminister die Interessen der Region vertreten werde, verzichtete der Maakhir-Staat auf weitere Unabhängigkeitsbestrebungen und erklärte im Januar 2009 offiziell den Anschluss an Puntland.

## Ortschaften
Die größten Orte im Gebiet Maakhir sind Badhan, Laasqorey, Dhahar, Buraan, Hadaaftimo, Hingalol, Damalla-Hagare, Eilbuh und Erigabo.

## Verwaltungseinheiten
Maakhir teilte sich in folgende Verwaltungseinheiten:
- Madar
  - Badhan – Hauptstadt von Maakhir
  - Hadaaftimo
  - Hingalol
  - Yube
  - Ceelbuh

- calmadow
  - laasqoray-Hauptstadt von Maakhir

- - durduri
  - ulxeed
  - xabasha-wacle
  - mirci

- Sanaag
  - Ost-Erigabo – Regionshauptstadt
  - Damala Xagare
  - Carmale
  - Geilwiete
  - Darasalaam (Somalia)
  - Shimbiraale
  - Ceelaqoday

- Boharo
  - Dhahar – Regionshauptstadt
  - Ceelaayo
  - Bali-Busle
  - Baragaha Qol
  - Buraan – Maakhir plant, hier eine Universität entstehen zu lassen.

- Western Bari
  - Galgala
  - Karin
  - Ceel-Doofaar
  - Majayaha – eine Bergbaustadt.
  - Laag
  - Carmo
  - Qaw
  - Jiingada